# José Antonio Roca y Boloña
José Antonio Roca y Boloña (Lima, 12 de noviembre de  1845 – ib., 29 de julio de 1914), fue un presbítero y canónigo peruano, de padres guayaquileños, que destacó como orador sagrado. «Poseía erudición, elegancia, solemnidad». Durante la Guerra del Pacífico organizó las ambulancias de la Cruz Roja Peruana y demostró un patriotismo batallador. En su memoria, una importante avenida del distrito de Miraflores lleva su nombre.

## Biografía
Fue hijo mayor de Bernardo Roca y Garzón y Teresa Boloña y Roca, ambos guayaquileños y primos hermanos. Su padre era un próspero comerciante, miembro de una connotada familia de Guayaquil que se había afincado en Lima. Entre sus hermanos destacan Luis Roca y Boloña, que llegó a ser alcalde de Lima; y Pedro José Roca y Boloña, que fue padre de Benjamín Roca García.
Inició sus estudios escolares en el Colegio Beausejor. Luego pasó al Colegio Nacional Nuestra Señora de Guadalupe que entonces dirigía el sabio español Sebastián Lorente, siendo uno de sus condiscípulos Manuel Pardo y Lavalle, futuro primer presidente civil del Perú. Se destacó entre los alumnos de dicho plantel.
Empezó ayudando a su padre en las tareas comerciales pero su vocación religiosa lo llevó a ingresar al Seminario de Santo Toribio de Lima, donde fue a la vez alumno y profesor. Allí tuvo por compañeros a Nicolás de Piérola, Manuel Tovar y Chamorro, Cesáreo Chacaltana, Manuel González Prada, entre otros. Se ordenó de presbítero el 9 de abril de 1859 y obtuvo los títulos de maestro y doctor en Filosofía. 
De dedicó de lleno al servicio de su ministerio, así de capellán como profesor del seminario y propagandista católico a través del periodismo. Colaboró en el bisemanario El Católico dirigido por Bartolomé Herrera (1855-1860). También colaboró en El Progreso Católico y La Sociedad. En 1865 fundó El Bien Público, junto con Manuel Tovar y Chamorro, entonces joven diácono y futuro arzobispo de Lima. Se mostró como un periodista combativo en defensa de los fueros de la Iglesia.

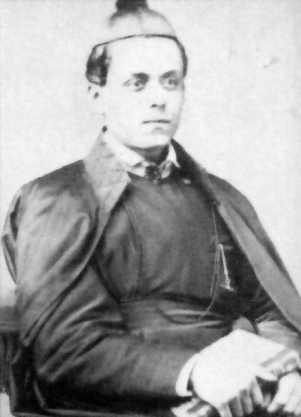
José Antonio Roca y Boloña, hacia 1870.

Junto con Manuel Tovar inició una campaña en protesta contra ciertas reglamentaciones de la Municipalidad de Lima, que intentaban ordenar y restringir a determinadas ocasiones el toque de campanas de las iglesias. En respuesta, la dictadura de Mariano Ignacio Prado apresó a los dos religiosos y los trasladó a un buque de guerra. Felizmente, este “pleito de las campanas” fue superado por intercesión del arzobispo de Lima, José Sebastián de Goyeneche y Barreda, siendo los prisioneros liberados, a condición de que se suspendiera la publicación periódica y que ambos religiosos viajaran a Europa, lo que equivalía  a un destierro (1866).
Viajó por Roma y Palestina. Por entonces, rehusó el obispado de Guayaquil, propuesto por el gobierno ecuatoriano de Gabriel García Moreno. Regresó al Perú, donde se desempeñó como catedrático en la Facultad de Teología de San Marcos y provisor de la Curia Eclesiástica.
Durante el segundo gobierno constitucional de Mariano Ignacio Prado (1876-1879) fue nombrado miembro de la Comisión encargada de la elaboración del Reglamento General de Instrucción. Evitó que los bienes del Seminario pasaran a formar parte de la Caja de la Universidad de San Marcos, y de esa manera salvó la existencia del mismo. Pero ello le granjeó discrepancias, por lo que debió abandonar la comisión.
Durante la Guerra del Pacífico fue presidente de las ambulancias de la Cruz Roja peruana, función que desempeñó con mucha entrega y celo. Protestó ante la Cruz Roja Internacional por los ataques que los soldados chilenos hicieron a los hospitales de sangre después de la batalla de San Francisco de 19 de noviembre de 1879, al ser una flagrante violación a los pactos internacionales que Chile se había comprometido a obedecer.
Ocupada Lima por las tropas chilenas, abandonó la ciudad con otros sacerdotes, dirigiéndose a la sierra, pero regresó al saber que los chilenos habían entrado en tratos con el presidente Miguel Iglesias para firmar la paz. En 1884 fue designado diputado ante el Congreso Nacional, donde laboró por la paz, contribuyendo con su palabra a la aprobación del Tratado de Ancón.
En 1886 presidió la Comisión encargada de celebrar las fiestas del III Centenario del nacimiento de Santa Rosa de Lima, ocasión en la que pronunció un célebre panegírico. En 1893, previo concurso ordinario, ascendió a canónigo teologal con tratamiento de monseñor. Fue también miembro de número de la Academia Peruana de la Lengua.
Los achaques propios de su avanzada edad le obligaron a retirarse de toda actividad pública, a fines del siglo XIX. Padeció de glaucoma indolora, que en esa época aún no recibía tratamiento operatorio. En 1906 quedó completamente ciego. Falleció en Lima, a la edad de 68 años. En la Catedral de Lima se le hicieron solemnes honras fúnebres.

## Oratoria sagrada y patriótica
La fama de monseñor Roca y Boloña radicó principalmente en su gran talento para la oratoria sagrada. Escribió y pronunció numerosos sermones, panegíricos, discursos sobre el matrimonio, disertaciones académicas, oraciones fúnebres y piezas patrióticas. Una de sus mejores piezas es la titulada «De la palabra», que pronunció el 30 de agosto de 1887 en la sesión de instalación de la Academia Peruana de la Lengua, de la cual era miembro de número.
Fueron muchos las personalidades fallecidas a quienes dedicó sus elocuentes oraciones fúnebres: al sacerdote José Mateo Aguilar (1862), al ministro de Guerra José Gálvez Egúsquiza (1866), al arzobispo José Sebastián de Goyeneche y Barreda (1872), al presidente José Balta (1872), al presidente Manuel Pardo y Lavalle (1878), al almirante Miguel Grau (29 de octubre de 1879), etc. Es de resaltar el dedicado a Grau, el primero de los panegíricos célebres dedicados a la memoria del héroe de Angamos.
También es notable sus versos dedicados a los caídos en la heroica defensa de San Juan y Miraflores (1881).
El 16 de julio de 1890 pronunció un «Discurso Patriótico» en la Iglesia de La Merced, en ocasión del traslado de los restos de muchos combatientes peruanos de la guerra con Chile de diferentes zonas del país. Este discurso rivaliza en méritos con el pronunciado por su viejo amigo Manuel Tovar en 1884. Su último sermón lo pronunció el 8 de diciembre de 1898, durante la imposición del palio episcopal de Lima al mencionado Tovar.
Muchas de sus piezas oratorias fueron publicadas durante su vida, y tras su fallecimiento, Gonzalo Herrera hizo un volumen de sus principales producciones.